# Theodore Roosevelt Jr.

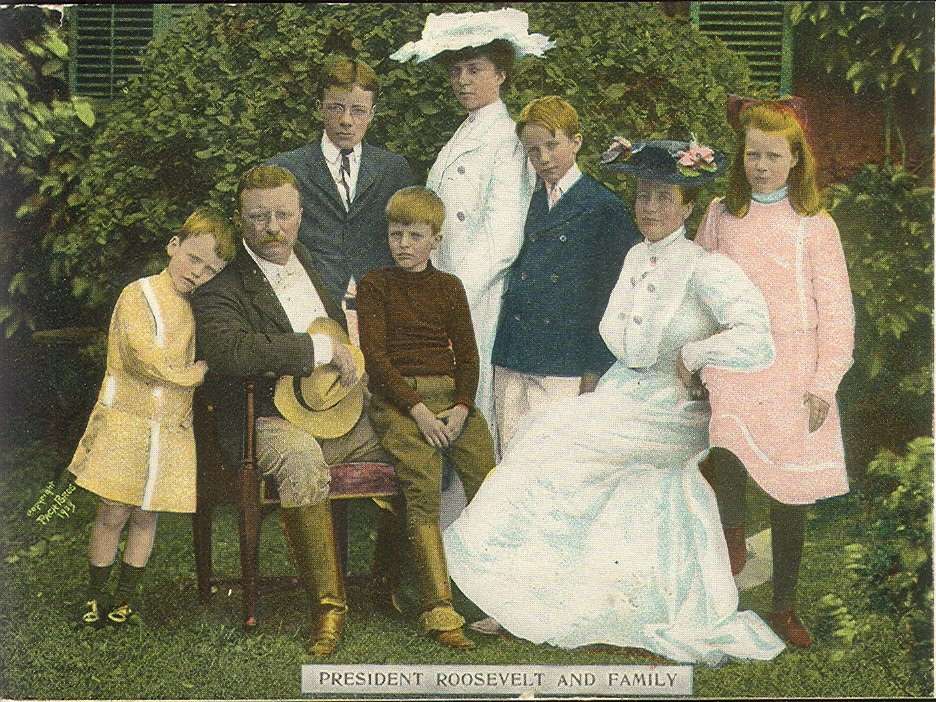
Prezydent Roosevelt z rodziną, Teddy Jr. stoi bezpośrednio za ojcem (1903)

Theodore Roosevelt Jr. (ur. 13 września 1887 w Cove Neck w hrabstwie Nassau, zm. 12 lipca 1944 w Normandii) – amerykański wojskowy, polityk i pisarz, generał brygady US Army, w latach 1929–1932 gubernator Portoryko, znajdującego się wówczas pod administracją kolonialną Stanów Zjednoczonych, a następnie gubernator generalny Filipin. Bohater wojenny podczas drugiej wojny światowej odznaczony najważniejszymi odznaczeniami wojskowymi. Najstarszy syn 26. prezydenta USA Theodore’a Roosevelta.

## Życiorys

### Dzieciństwo i młodość
Urodził się w Cove Neck w hrabstwie Nassau, w pobliżu miasta Oyster Bay, 13 września 1887. Był najstarszym synem Theodore’a Roosevelta – w tym czasie początkującego nowojorskiego polityka, w przyszłości prezydenta Stanów Zjednoczonych i noblisty – oraz jego drugiej żony Edith Roosevelt (z domu Carow). Theodore Jr. miał trzech młodszych braci – Kermita (1889–1943), Archibalda (1894–1979) i Quentina (1897–1918), młodszą siostrę Ethel (1891–1977) oraz starszą siostrę przyrodnią Alice (1884–1980), z pierwszego małżeństwa ojca z Alice Hathaway. Nazywany był Teddym lub Theo.
4 marca 1901 roku jego ojciec został 25. wiceprezydentem Stanów Zjednoczonych, u boku rozpoczynającego drugą kadencję Williama McKinleya, a gdy ten pół roku później zginął w zamachu, objął urząd 26. prezydenta USA, który utrzymał w wyborach w 1904 i sprawował do 1909 roku. Teddy Roosevelt junior uczył się w tym czasie w elitarnej Groton School, a w 1909 ukończył Harvard College. W latach 1910–1917 pracował w sektorze prywatnym.

### I wojna światowa
W czasie pierwszej wojny światowej Theodore, podobnie jak jego bracia Archibald i Quentin, służył w United States Army W czerwcu 1917, wraz z 1 Dywizją Piechoty Amerykańskiego Korpusu Ekspedycyjnego, wylądował we Francji. Podczas walk został ranny, przeżył także atak gazem bojowym. Uratował go szwagier, dr Richard Derby, mąż Ethel. Roosevelt został odznaczony Krzyżem za Wybitną Służbę. W 1918 został awansowany na podpułkownika (lieutenant colonel), zaś w 1919 założył organizację weteranów Amerykańskiego Korpusu Ekspedycyjnego – American Legion. W tym samym roku opublikował swoją pierwszą książkę Average Americans.

### Kariera polityczna

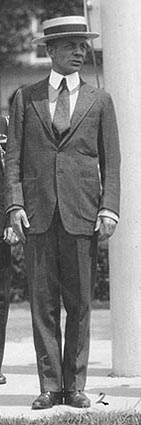
Roosevelt Jr. jako Assistant Secretary of the Navy w Newport (1923)

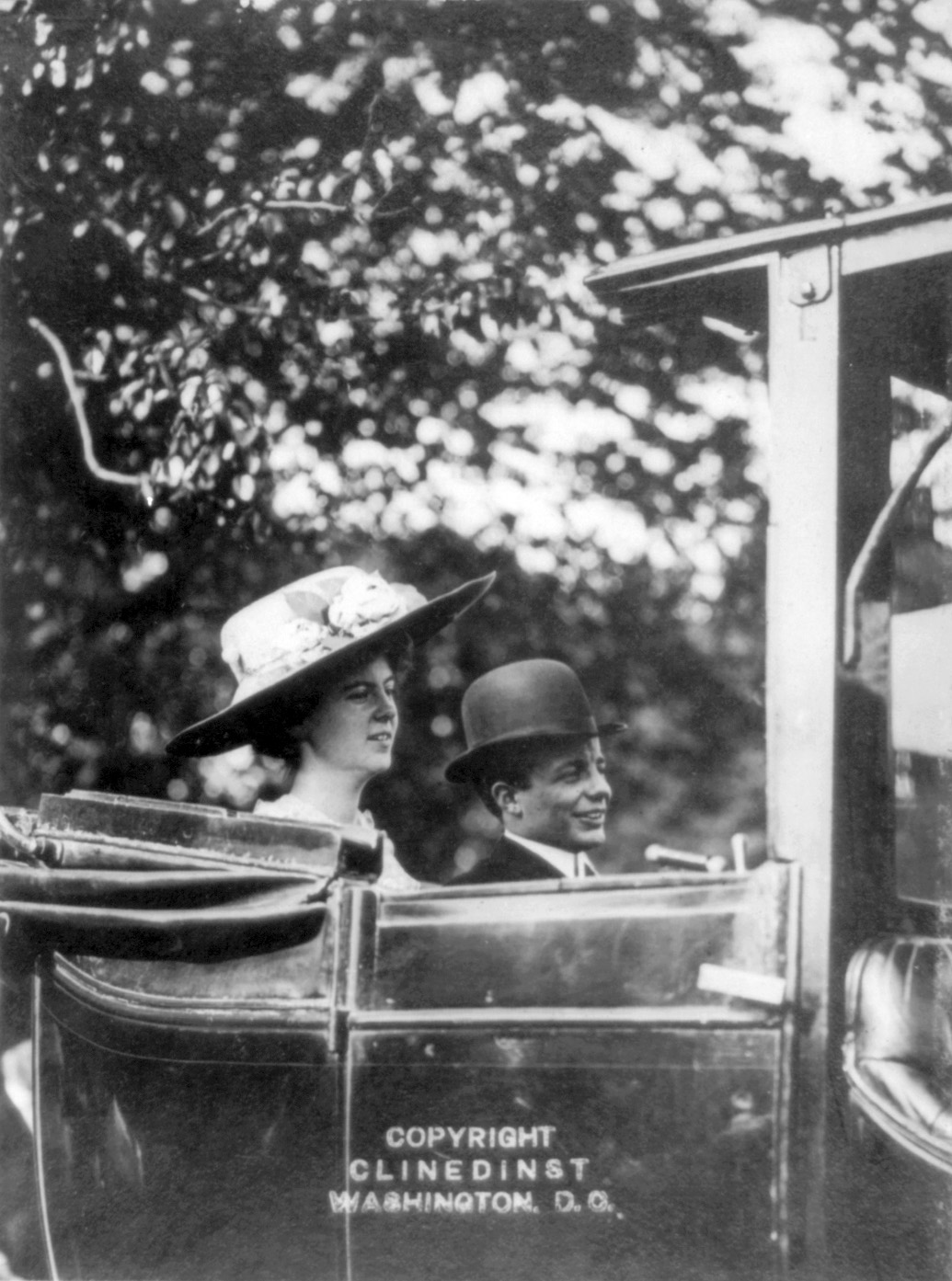
Roosevelt z żoną Eleanor (1910)

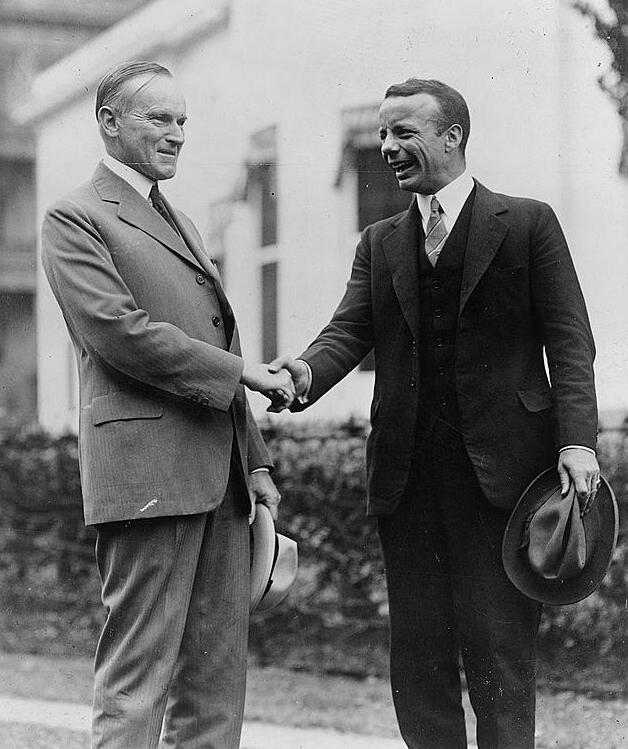
Roosevelt (z prawej) z prezydentem Calvinem Coolidgem (1924)

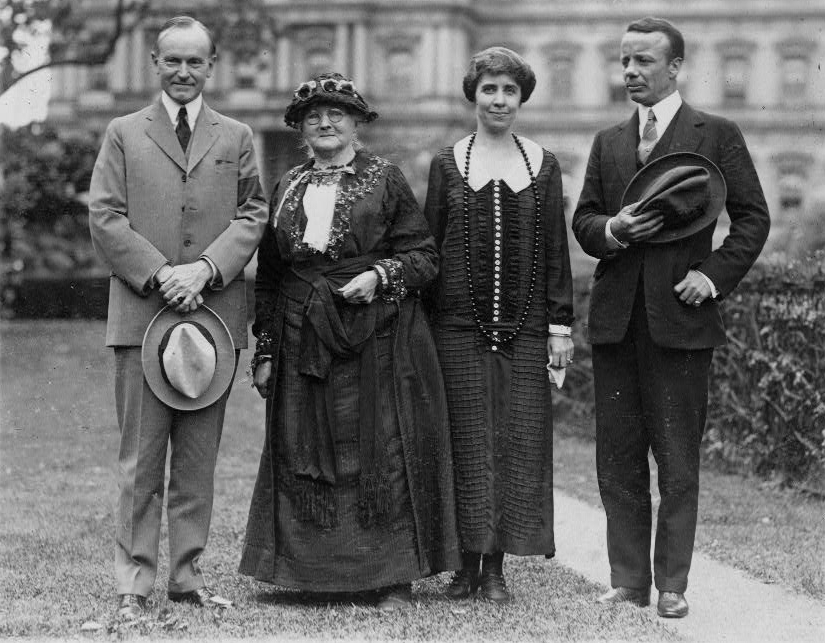
Calvin Coolidge z żoną Grace oraz „matka Jones” i Roosevelt Jr. (1924)

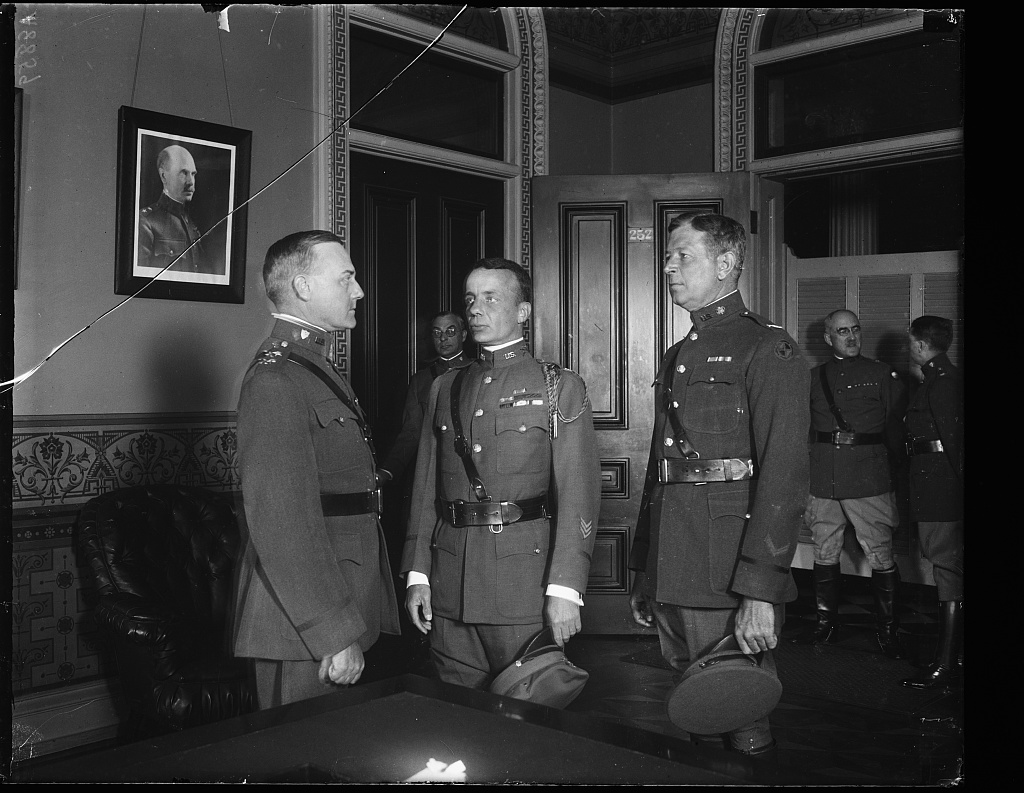
Roosevelt (w środku) wraz z Dwightem Davisem (z prawej) (1924)

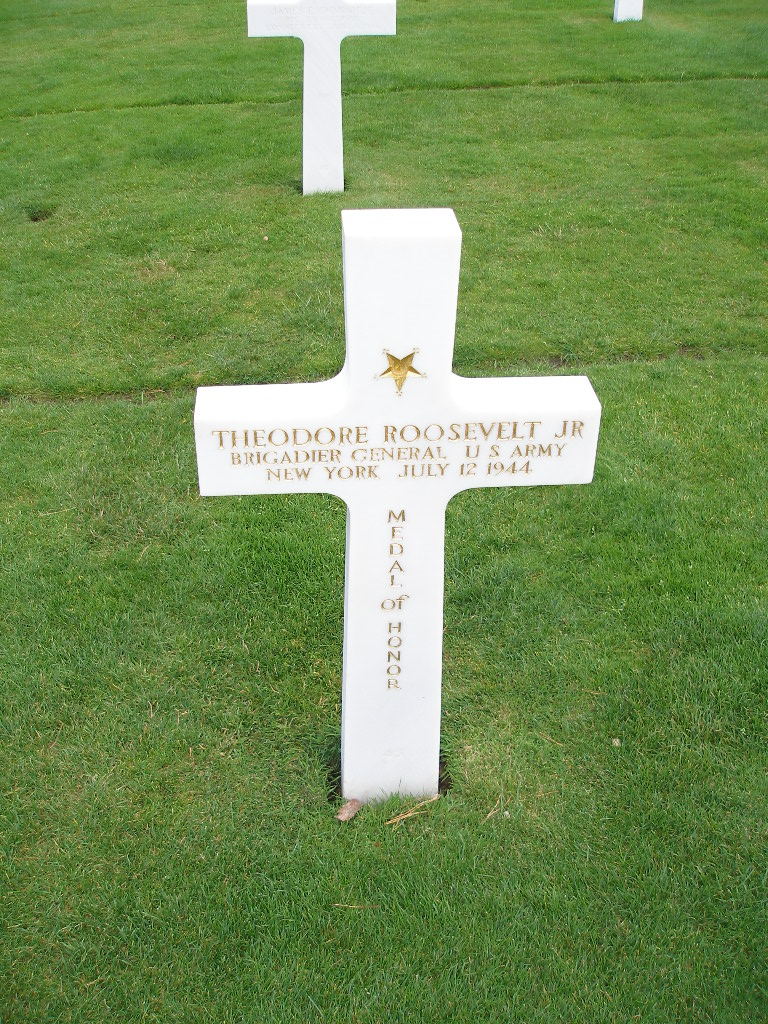
Grób Roosevelta na cmentarzu w Colleville

W latach 1921–1924 Theodore Roosevelt Jr. był deputowanym do New York State Assembly, izby niższej stanowego kongresu z ramienia Partii Republikańskiej oraz pełnił funkcję zastępcy sekretarza marynarki wojennej Edwina Denby’ego z nadania prezydenta Warrena G. Hardinga. W 1924 wystartował w wyborach na gubernatora stanu Nowy Jork, który to urząd pełnił przed objęciem funkcji prezydenta jego ojciec. Theodore Jr. zdobył nominację Republikanów, przegrał jednak z urzędującym gubernatorem demokratycznym – Alfredem E. Smithem.
W latach 1928–1929 wspólnie z bratem Kermitem poprowadził ekspedycję naukową do Azji zorganizowaną przez Muzeum Historii Naturalnej w Chicago.
Od 9 września 1929, przez dwa i pół roku, do stycznia 1932 sprawował urząd gubernatora Portoryko. Jego poprzednikiem i następcą był piastujący ten urząd tymczasowo James R. Beverley. Następnie Roosevelt Jr. przeniósł się na Filipiny, gdzie 29 lutego 1932 objął urząd gubernatora, po tymczasowo sprawującym urząd George’u Butte. Funkcję pełnił przez blisko osiemnaście miesięcy do 15 lipca 1933, kiedy zastąpił go Frank Murphy.
Przez kolejne lata był m.in. szefem rady nadzorczej American Express i wiceprezesem Doubleday Books.

### II wojna światowa
W czasie II wojny światowej powrócił do US Army. W kwietniu 1941 został dowódcą 26 regimentu piechoty stanowiącego część 1 Dywizji Piechoty (Big Red One). W tym samym regimencie służył podczas I wojny światowej. Jeszcze w tym samym roku otrzymał awans na generała brygady (brigadier general). Brał udział w walkach w Afryce Północnej, m.in. w operacji „Torch”. W 1943 był zastępcą dowódcy amerykańskich sił w Afryce Północnej Terry’ego Allena, jednak na skutek konfliktu z George’em Pattonem obaj zostali przeniesieni. Następnie Roosevelt brał udział w operacji „Husky”, czyli lądowaniu aliantów na Sycylii, a następnie dowodził siłami sprzymierzonymi podczas walk na Sardynii.
Theodore Roosevelt Jr. brał udział w D-Day i w operacji „Overlord”. Był jedynym generałem, który osobiście dowodził oddziałami lądującymi w pierwszym rzucie na plażach Normandii. On i grupa jego oficerów jako jedyni zorientowali się, że wojska na plaży Utah wylądowały prawie dwa kilometry od planowanego miejsca desantu. Z jednej strony uchroniło to oddziały przed stratami, bo obrona w tym miejscu była dużo słabsza, z drugiej groziło zablokowaniem sił uderzeniowych, ponieważ mogły skorzystać tylko z jednej drogi prowadzącej w głąb lądu, a nie dwóch, jak pierwotnie planowano. To Roosevelt podjął kluczową decyzję o wykorzystaniu słabości obrony niemieckiej i podjęciu ryzykownego natarcia jedną drogą, co pozwoliło kosztem niskich strat (ok. 200 żołnierzy) zdobyć głęboki przyczółek i do wieczora wysadzić na brzeg ponad 20 tys. żołnierzy. Za zdobycie plaży Utah został uhonorowany Medalem Honoru.
Zmarł 12 lipca 1944 roku na atak serca, podczas walk w Normandii. Spoczywa na Normandy American Cemetery and Memorial w Colleville-sur-Mer. Został odznaczony czterema najważniejszymi amerykańskimi odznaczeniami wojskowymi.

## Życie prywatne
W 1910 ożenił się z Eleanor Butler Alexander (1888–1960). Mieli czworo dzieci – najstarszą z całego rodzeństwa córkę Grace Green (1911–1993) oraz trzech synów Theodore’a (1914–2001), Corneliusa (1915–1991) oraz Quentina (1919–1948). Każdy z synów dostał imię po przodkach,  najstarszy – po ojcu i dziadku, średni po prapradziadku, najmłodszy po swym wujku, bohaterze I wojny światowej. Wszyscy odznaczyli się w walkach podczas II wojny światowej. Quentin równocześnie z ojcem lądował w dniu „D” w Normandii, na plaży Omaha.

|                                 |                                 |                                 |                                 |                                 |                                 |  |  |                                    |                                    |                                    |                                    |                                    |                                    |                                    |                                    | Nicholas Roosevelt (1658–1742)     |                                    |                               |                               |                               |                               |  |  |                                           |                                           |                                           |                                           |                                           |                                           |  |  |                             |                             |                             |                             |                             |                             |  |  |  |  |  |  |  |  |  |  |  |  |  |  |  |  |  |  |  |  |  |  |
|                                 |                                 |                                 |                                 |                                 |                                 |  |  |                                    |                                    |                                    |                                    |                                    |                                    |                                    |                                    |                                    |                                    |                               |                               |                               |                               |  |  |                                           |                                           |                                           |                                           |                                           |                                           |  |  |                             |                             |                             |                             |                             |                             |  |  |  |  |  |  |  |  |  |  |  |  |  |  |  |  |  |  |  |  |  |  |
|                                 |                                 |                                 |                                 |                                 |                                 |  |  |                                    |                                    |                                    |                                    |                                    |                                    |                                    |                                    |                                    |                                    |                               |                               |                               |                               |  |  |                                           |                                           |                                           |                                           |                                           |                                           |  |  |                             |                             |                             |                             |                             |                             |  |  |  |  |  |  |  |  |  |  |  |  |  |  |  |  |  |  |  |  |  |  |
|                                 |                                 |                                 |                                 |                                 |                                 |  |  | John Roosevelt (1689–1750)         | John Roosevelt (1689–1750)         | John Roosevelt (1689–1750)         | John Roosevelt (1689–1750)         | John Roosevelt (1689–1750)         | John Roosevelt (1689–1750)         |                                    |                                    |                                    |                                    |                               |                               |                               |                               |  |  | Jacobus Roosevelt (1692–1776)             | Jacobus Roosevelt (1692–1776)             | Jacobus Roosevelt (1692–1776)             | Jacobus Roosevelt (1692–1776)             | Jacobus Roosevelt (1692–1776)             | Jacobus Roosevelt (1692–1776)             |  |  |                             |                             |                             |                             |                             |                             |  |  |  |  |  |  |  |  |  |  |  |  |  |  |  |  |  |  |  |  |  |  |
|                                 |                                 |                                 |                                 |                                 |                                 |  |  | John Roosevelt (1689–1750)         | John Roosevelt (1689–1750)         | John Roosevelt (1689–1750)         | John Roosevelt (1689–1750)         | John Roosevelt (1689–1750)         | John Roosevelt (1689–1750)         |                                    |                                    |                                    |                                    |                               |                               |                               |                               |  |  | Jacobus Roosevelt (1692–1776)             | Jacobus Roosevelt (1692–1776)             | Jacobus Roosevelt (1692–1776)             | Jacobus Roosevelt (1692–1776)             | Jacobus Roosevelt (1692–1776)             | Jacobus Roosevelt (1692–1776)             |  |  |                             |                             |                             |                             |                             |                             |  |  |  |  |  |  |  |  |  |  |  |  |  |  |  |  |  |  |  |  |  |  |
|                                 |                                 |                                 |                                 |                                 |                                 |  |  | Jacobus Roosevelt (1724–1777)      | Jacobus Roosevelt (1724–1777)      | Jacobus Roosevelt (1724–1777)      | Jacobus Roosevelt (1724–1777)      | Jacobus Roosevelt (1724–1777)      | Jacobus Roosevelt (1724–1777)      |                                    |                                    |                                    |                                    |                               |                               |                               |                               |  |  | Isaac Roosevelt (1726–1794)               | Isaac Roosevelt (1726–1794)               | Isaac Roosevelt (1726–1794)               | Isaac Roosevelt (1726–1794)               | Isaac Roosevelt (1726–1794)               | Isaac Roosevelt (1726–1794)               |  |  |                             |                             |                             |                             |                             |                             |  |  |  |  |  |  |  |  |  |  |  |  |  |  |  |  |  |  |  |  |  |  |
|                                 |                                 |                                 |                                 |                                 |                                 |  |  | Jacobus Roosevelt (1724–1777)      | Jacobus Roosevelt (1724–1777)      | Jacobus Roosevelt (1724–1777)      | Jacobus Roosevelt (1724–1777)      | Jacobus Roosevelt (1724–1777)      | Jacobus Roosevelt (1724–1777)      |                                    |                                    |                                    |                                    |                               |                               |                               |                               |  |  | Isaac Roosevelt (1726–1794)               | Isaac Roosevelt (1726–1794)               | Isaac Roosevelt (1726–1794)               | Isaac Roosevelt (1726–1794)               | Isaac Roosevelt (1726–1794)               | Isaac Roosevelt (1726–1794)               |  |  |                             |                             |                             |                             |                             |                             |  |  |  |  |  |  |  |  |  |  |  |  |  |  |  |  |  |  |  |  |  |  |
|                                 |                                 |                                 |                                 |                                 |                                 |  |  | James Roosevelt (1759–1840)        | James Roosevelt (1759–1840)        | James Roosevelt (1759–1840)        | James Roosevelt (1759–1840)        | James Roosevelt (1759–1840)        | James Roosevelt (1759–1840)        |                                    |                                    |                                    |                                    |                               |                               |                               |                               |  |  | James Roosevelt (1760–1847)               | James Roosevelt (1760–1847)               | James Roosevelt (1760–1847)               | James Roosevelt (1760–1847)               | James Roosevelt (1760–1847)               | James Roosevelt (1760–1847)               |  |  |                             |                             |                             |                             |                             |                             |  |  |  |  |  |  |  |  |  |  |  |  |  |  |  |  |  |  |  |  |  |  |
|                                 |                                 |                                 |                                 |                                 |                                 |  |  | James Roosevelt (1759–1840)        | James Roosevelt (1759–1840)        | James Roosevelt (1759–1840)        | James Roosevelt (1759–1840)        | James Roosevelt (1759–1840)        | James Roosevelt (1759–1840)        |                                    |                                    |                                    |                                    |                               |                               |                               |                               |  |  | James Roosevelt (1760–1847)               | James Roosevelt (1760–1847)               | James Roosevelt (1760–1847)               | James Roosevelt (1760–1847)               | James Roosevelt (1760–1847)               | James Roosevelt (1760–1847)               |  |  |                             |                             |                             |                             |                             |                             |  |  |  |  |  |  |  |  |  |  |  |  |  |  |  |  |  |  |  |  |  |  |
|                                 |                                 |                                 |                                 |                                 |                                 |  |  |                                    |                                    |                                    |                                    |                                    |                                    |                                    |                                    |                                    |                                    |                               |                               |                               |                               |  |  |                                           |                                           |                                           |                                           |                                           |                                           |  |  |                             |                             |                             |                             |                             |                             |  |  |  |  |  |  |  |  |  |  |  |  |  |  |  |  |  |  |  |  |  |  |
| James I. Roosevelt (1795–1875)  | James I. Roosevelt (1795–1875)  | James I. Roosevelt (1795–1875)  | James I. Roosevelt (1795–1875)  | James I. Roosevelt (1795–1875)  | James I. Roosevelt (1795–1875)  |  |  | Cornelius Roosevelt (1794–1871)    | Cornelius Roosevelt (1794–1871)    | Cornelius Roosevelt (1794–1871)    | Cornelius Roosevelt (1794–1871)    | Cornelius Roosevelt (1794–1871)    | Cornelius Roosevelt (1794–1871)    |                                    |                                    |                                    |                                    |                               |                               |                               |                               |  |  | Isaac Roosevelt (1790–1863)               | Isaac Roosevelt (1790–1863)               | Isaac Roosevelt (1790–1863)               | Isaac Roosevelt (1790–1863)               | Isaac Roosevelt (1790–1863)               | Isaac Roosevelt (1790–1863)               |  |  |                             |                             |                             |                             |                             |                             |  |  |  |  |  |  |  |  |  |  |  |  |  |  |  |  |  |  |  |  |  |  |
| James I. Roosevelt (1795–1875)  | James I. Roosevelt (1795–1875)  | James I. Roosevelt (1795–1875)  | James I. Roosevelt (1795–1875)  | James I. Roosevelt (1795–1875)  | James I. Roosevelt (1795–1875)  |  |  | Cornelius Roosevelt (1794–1871)    | Cornelius Roosevelt (1794–1871)    | Cornelius Roosevelt (1794–1871)    | Cornelius Roosevelt (1794–1871)    | Cornelius Roosevelt (1794–1871)    | Cornelius Roosevelt (1794–1871)    |                                    |                                    |                                    |                                    |                               |                               |                               |                               |  |  | Isaac Roosevelt (1790–1863)               | Isaac Roosevelt (1790–1863)               | Isaac Roosevelt (1790–1863)               | Isaac Roosevelt (1790–1863)               | Isaac Roosevelt (1790–1863)               | Isaac Roosevelt (1790–1863)               |  |  |                             |                             |                             |                             |                             |                             |  |  |  |  |  |  |  |  |  |  |  |  |  |  |  |  |  |  |  |  |  |  |
|                                 |                                 |                                 |                                 |                                 |                                 |  |  |                                    |                                    |                                    |                                    |                                    |                                    |                                    |                                    |                                    |                                    |                               |                               |                               |                               |  |  |                                           |                                           |                                           |                                           |                                           |                                           |  |  |                             |                             |                             |                             |                             |                             |  |  |  |  |  |  |  |  |  |  |  |  |  |  |  |  |  |  |  |  |  |  |
| Robert Roosevelt (1829–1906)    | Robert Roosevelt (1829–1906)    | Robert Roosevelt (1829–1906)    | Robert Roosevelt (1829–1906)    | Robert Roosevelt (1829–1906)    | Robert Roosevelt (1829–1906)    |  |  |                                    |                                    |                                    |                                    | Theodore Roosevelt Sr. (1831–1878) | Theodore Roosevelt Sr. (1831–1878) | Theodore Roosevelt Sr. (1831–1878) | Theodore Roosevelt Sr. (1831–1878) | Theodore Roosevelt Sr. (1831–1878) | Theodore Roosevelt Sr. (1831–1878) |                               |                               |                               |                               |  |  | James Roosevelt (1828–1900)               | James Roosevelt (1828–1900)               | James Roosevelt (1828–1900)               | James Roosevelt (1828–1900)               | James Roosevelt (1828–1900)               | James Roosevelt (1828–1900)               |  |  |                             |                             |                             |                             |                             |                             |  |  |  |  |  |  |  |  |  |  |  |  |  |  |  |  |  |  |  |  |  |  |
| Robert Roosevelt (1829–1906)    | Robert Roosevelt (1829–1906)    | Robert Roosevelt (1829–1906)    | Robert Roosevelt (1829–1906)    | Robert Roosevelt (1829–1906)    | Robert Roosevelt (1829–1906)    |  |  |                                    |                                    |                                    |                                    | Theodore Roosevelt Sr. (1831–1878) | Theodore Roosevelt Sr. (1831–1878) | Theodore Roosevelt Sr. (1831–1878) | Theodore Roosevelt Sr. (1831–1878) | Theodore Roosevelt Sr. (1831–1878) | Theodore Roosevelt Sr. (1831–1878) |                               |                               |                               |                               |  |  | James Roosevelt (1828–1900)               | James Roosevelt (1828–1900)               | James Roosevelt (1828–1900)               | James Roosevelt (1828–1900)               | James Roosevelt (1828–1900)               | James Roosevelt (1828–1900)               |  |  |                             |                             |                             |                             |                             |                             |  |  |  |  |  |  |  |  |  |  |  |  |  |  |  |  |  |  |  |  |  |  |
|                                 |                                 |                                 |                                 |                                 |                                 |  |  |                                    |                                    |                                    |                                    |                                    |                                    |                                    |                                    |                                    |                                    |                               |                               |                               |                               |  |  |                                           |                                           |                                           |                                           |                                           |                                           |  |  |                             |                             |                             |                             |                             |                             |  |  |  |  |  |  |  |  |  |  |  |  |  |  |  |  |  |  |  |  |  |  |
| Granville Fortescue (1875–1952) | Granville Fortescue (1875–1952) | Granville Fortescue (1875–1952) | Granville Fortescue (1875–1952) | Granville Fortescue (1875–1952) | Granville Fortescue (1875–1952) |  |  | Theodore Roosevelt (1858–1919)     | Theodore Roosevelt (1858–1919)     | Theodore Roosevelt (1858–1919)     | Theodore Roosevelt (1858–1919)     | Theodore Roosevelt (1858–1919)     | Theodore Roosevelt (1858–1919)     |                                    |                                    | Elliott Roosevelt (1860–1894)      | Elliott Roosevelt (1860–1894)      | Elliott Roosevelt (1860–1894) | Elliott Roosevelt (1860–1894) | Elliott Roosevelt (1860–1894) | Elliott Roosevelt (1860–1894) |  |  |                                           |                                           |                                           |                                           |                                           |                                           |  |  |                             |                             |                             |                             |                             |                             |  |  |  |  |  |  |  |  |  |  |  |  |  |  |  |  |  |  |  |  |  |  |
| Granville Fortescue (1875–1952) | Granville Fortescue (1875–1952) | Granville Fortescue (1875–1952) | Granville Fortescue (1875–1952) | Granville Fortescue (1875–1952) | Granville Fortescue (1875–1952) |  |  | Theodore Roosevelt (1858–1919)     | Theodore Roosevelt (1858–1919)     | Theodore Roosevelt (1858–1919)     | Theodore Roosevelt (1858–1919)     | Theodore Roosevelt (1858–1919)     | Theodore Roosevelt (1858–1919)     |                                    |                                    | Elliott Roosevelt (1860–1894)      | Elliott Roosevelt (1860–1894)      | Elliott Roosevelt (1860–1894) | Elliott Roosevelt (1860–1894) | Elliott Roosevelt (1860–1894) | Elliott Roosevelt (1860–1894) |  |  |                                           |                                           |                                           |                                           |                                           |                                           |  |  |                             |                             |                             |                             |                             |                             |  |  |  |  |  |  |  |  |  |  |  |  |  |  |  |  |  |  |  |  |  |  |
|                                 |                                 |                                 |                                 |                                 |                                 |  |  |                                    |                                    |                                    |                                    |                                    |                                    |                                    |                                    |                                    |                                    |                               |                               |                               |                               |  |  |                                           |                                           |                                           |                                           |                                           |                                           |  |  |                             |                             |                             |                             |                             |                             |  |  |  |  |  |  |  |  |  |  |  |  |  |  |  |  |  |  |  |  |  |  |
| Quentin Roosevelt (1897–1918)   | Quentin Roosevelt (1897–1918)   | Quentin Roosevelt (1897–1918)   | Quentin Roosevelt (1897–1918)   | Quentin Roosevelt (1897–1918)   | Quentin Roosevelt (1897–1918)   |  |  | Theodore Roosevelt Jr. (1887–1944) | Theodore Roosevelt Jr. (1887–1944) | Theodore Roosevelt Jr. (1887–1944) | Theodore Roosevelt Jr. (1887–1944) | Theodore Roosevelt Jr. (1887–1944) | Theodore Roosevelt Jr. (1887–1944) |                                    |                                    | Eleanor Roosevelt (1884–1962)      | Eleanor Roosevelt (1884–1962)      | Eleanor Roosevelt (1884–1962) | Eleanor Roosevelt (1884–1962) | Eleanor Roosevelt (1884–1962) | Eleanor Roosevelt (1884–1962) |  |  | Franklin Delano Roosevelt (1882–1945)     | Franklin Delano Roosevelt (1882–1945)     | Franklin Delano Roosevelt (1882–1945)     | Franklin Delano Roosevelt (1882–1945)     | Franklin Delano Roosevelt (1882–1945)     | Franklin Delano Roosevelt (1882–1945)     |  |  | James Roosevelt (1854–1927) | James Roosevelt (1854–1927) | James Roosevelt (1854–1927) | James Roosevelt (1854–1927) | James Roosevelt (1854–1927) | James Roosevelt (1854–1927) |  |  |  |  |  |  |  |  |  |  |  |  |  |  |  |  |  |  |  |  |  |  |
| Quentin Roosevelt (1897–1918)   | Quentin Roosevelt (1897–1918)   | Quentin Roosevelt (1897–1918)   | Quentin Roosevelt (1897–1918)   | Quentin Roosevelt (1897–1918)   | Quentin Roosevelt (1897–1918)   |  |  | Theodore Roosevelt Jr. (1887–1944) | Theodore Roosevelt Jr. (1887–1944) | Theodore Roosevelt Jr. (1887–1944) | Theodore Roosevelt Jr. (1887–1944) | Theodore Roosevelt Jr. (1887–1944) | Theodore Roosevelt Jr. (1887–1944) |                                    |                                    | Eleanor Roosevelt (1884–1962)      | Eleanor Roosevelt (1884–1962)      | Eleanor Roosevelt (1884–1962) | Eleanor Roosevelt (1884–1962) | Eleanor Roosevelt (1884–1962) | Eleanor Roosevelt (1884–1962) |  |  | Franklin Delano Roosevelt (1882–1945)     | Franklin Delano Roosevelt (1882–1945)     | Franklin Delano Roosevelt (1882–1945)     | Franklin Delano Roosevelt (1882–1945)     | Franklin Delano Roosevelt (1882–1945)     | Franklin Delano Roosevelt (1882–1945)     |  |  | James Roosevelt (1854–1927) | James Roosevelt (1854–1927) | James Roosevelt (1854–1927) | James Roosevelt (1854–1927) | James Roosevelt (1854–1927) | James Roosevelt (1854–1927) |  |  |  |  |  |  |  |  |  |  |  |  |  |  |  |  |  |  |  |  |  |  |
|                                 |                                 |                                 |                                 |                                 |                                 |  |  |                                    |                                    |                                    |                                    |                                    |                                    |                                    |                                    |                                    |                                    |                               |                               |                               |                               |  |  |                                           |                                           |                                           |                                           |                                           |                                           |  |  |                             |                             |                             |                             |                             |                             |  |  |  |  |  |  |  |  |  |  |  |  |  |  |  |  |  |  |  |  |  |  |
|                                 |                                 |                                 |                                 |                                 |                                 |  |  |                                    |                                    |                                    |                                    |                                    |                                    |                                    |                                    |                                    |                                    |                               |                               |                               |                               |  |  |                                           |                                           |                                           |                                           |                                           |                                           |  |  |                             |                             |                             |                             |                             |                             |  |  |  |  |  |  |  |  |  |  |  |  |  |  |  |  |  |  |  |  |  |  |
|                                 |                                 |                                 |                                 |                                 |                                 |  |  | Quentin Roosevelt II (1919–1948)   | Quentin Roosevelt II (1919–1948)   | Quentin Roosevelt II (1919–1948)   | Quentin Roosevelt II (1919–1948)   | Quentin Roosevelt II (1919–1948)   | Quentin Roosevelt II (1919–1948)   |                                    |                                    | James Roosevelt (1907–1991)        | James Roosevelt (1907–1991)        | James Roosevelt (1907–1991)   | James Roosevelt (1907–1991)   | James Roosevelt (1907–1991)   | James Roosevelt (1907–1991)   |  |  | Franklin Delano Roosevelt Jr. (1914–1988) | Franklin Delano Roosevelt Jr. (1914–1988) | Franklin Delano Roosevelt Jr. (1914–1988) | Franklin Delano Roosevelt Jr. (1914–1988) | Franklin Delano Roosevelt Jr. (1914–1988) | Franklin Delano Roosevelt Jr. (1914–1988) |  |  |                             |                             |                             |                             |                             |                             |  |  |  |  |  |  |  |  |  |  |  |  |  |  |  |  |  |  |  |  |  |  |
|                                 |                                 |                                 |                                 |                                 |                                 |  |  | Quentin Roosevelt II (1919–1948)   | Quentin Roosevelt II (1919–1948)   | Quentin Roosevelt II (1919–1948)   | Quentin Roosevelt II (1919–1948)   | Quentin Roosevelt II (1919–1948)   | Quentin Roosevelt II (1919–1948)   |                                    |                                    | James Roosevelt (1907–1991)        | James Roosevelt (1907–1991)        | James Roosevelt (1907–1991)   | James Roosevelt (1907–1991)   | James Roosevelt (1907–1991)   | James Roosevelt (1907–1991)   |  |  | Franklin Delano Roosevelt Jr. (1914–1988) | Franklin Delano Roosevelt Jr. (1914–1988) | Franklin Delano Roosevelt Jr. (1914–1988) | Franklin Delano Roosevelt Jr. (1914–1988) | Franklin Delano Roosevelt Jr. (1914–1988) | Franklin Delano Roosevelt Jr. (1914–1988) |  |  |                             |                             |                             |                             |                             |                             |  |  |  |  |  |  |  |  |  |  |  |  |  |  |  |  |  |  |  |  |  |  |
|                                 |                                 |                                 |                                 |                                 |                                 |  |  | Anna Curtenius Roosevelt (1946–)   | Anna Curtenius Roosevelt (1946–)   | Anna Curtenius Roosevelt (1946–)   | Anna Curtenius Roosevelt (1946–)   | Anna Curtenius Roosevelt (1946–)   | Anna Curtenius Roosevelt (1946–)   |                                    |                                    | James Roosevelt III (1945–)        | James Roosevelt III (1945–)        | James Roosevelt III (1945–)   | James Roosevelt III (1945–)   | James Roosevelt III (1945–)   | James Roosevelt III (1945–)   |  |  | Franklin D. Roosevelt III (1938–)         | Franklin D. Roosevelt III (1938–)         | Franklin D. Roosevelt III (1938–)         | Franklin D. Roosevelt III (1938–)         | Franklin D. Roosevelt III (1938–)         | Franklin D. Roosevelt III (1938–)         |  |  |                             |                             |                             |                             |                             |                             |  |  |  |  |  |  |  |  |  |  |  |  |  |  |  |  |  |  |  |  |  |  |

## Odznaczenia
Odznaczenia otrzymane przez Roosevelta Jr.:

- Medal Honoru
- Medal Sił Lądowych za Wybitną Służbę
- Krzyż za Wybitną Służbę
- Srebrna Gwiazda – trzykrotnie
- Medal „Purpurowe Serce”
- American Defense Service
- American Campaign Medal
- Medal Zwycięstwa
- European-African-Middle Eastern Campaign Medal – pięciokrotnie
- World War II Victory Medal
- Kawaler Legii Honorowej (Francja)
- Krzyż Wojenny (Francja)

## Publikacje
Wybrane publikacje:
- Average Americans, G.P. Putnam's Sons, Nowy Jork 1919, 252 str.
- East of the Sun and West of the Moon, C. Scribner’s Sons, Nowy Jork 1926, 284 str., wspólnie z bratem Kermitem
- Rank and File; True Stories of the Great War, C. Scribner’s Sons, Nowy Jork 1928, 279 str.
- All In the Family, G.P. Putnam's Sons, Nowy Jork 1929, 189 str.
- Trailing the Giant Panda, C. Scribner’s Sons, Nowy Jork 1929, 278 str., wspólnie z bratem Kermitem
- Three Kingdoms of Indo-China, Thomas Y. Crowell, Nowy Jork 1933, 331 str., wspólnie z Haroldem J. Coolidge’em Jr.
- Colonial Policies of the United States, Doubleday, Doran, Garden City 1937, 204 str.

## Upamiętnienie
- W filmie Najdłuższy dzień w postać Roosevelta juniora wcielił się Henry Fonda[16].